# Кудрявцев, Александр Георгиевич (генерал-майор)
Александр Георгиевич Кудрявцев (20 августа 1901 года, с. Высокое, Кологривский уезд, Костромская губерния — 13 июля 1978 года, Кострома) — советский военный деятель, генерал-майор (14 октября 1942 года).

## Начальная биография
Александр Георгиевич Кудрявцев родился 20 августа 1901 года в селе Высокое Кологривского уезда Костромской губернии.
Работал плотником на судостроительной верфи на пристани Туй ныне Омской области.

## Военная служба

### Гражданская война
В сентябре 1919 года призван в армию под командованием адмирала А. В. Колчака, после чего служил рядовым в составе отдельной артиллерийской бригады, дислоцированной в Омске, однако уже в декабре того же года перешёл на сторону РККА и направлен красноармейцем в 311-й стрелковый полк (35-я стрелковая дивизия). С мая 1920 года учился в бригадной школе 104-й стрелковой бригады, дислоцированной на ст. Носовка (Забайкальская железная дорога). После окончания в декабре того же года вернулся в полк, где служил на должностях командира отделения и взвода и принимал участие в боевых действиях против войск под командованием барона Р. Ф. Унгерна фон Штернберга во время Монгольской операции.
В сентябре 1921 года назначен на должность командира взвода в дивизионной школе младшего состава, в сентябре 1922 года — на эту же должность в 226-м стрелковом полку, дислоцированном в Якутске, который вскоре в составе экспедиционного отряда под командованием С. С. Вострецова принимал участие в боевых действиях по подавлению бандформирований на территории Якутии.

### Межвоенное время
В апреле 1923 года назначен на должность командира взвода в составе 104-го стрелкового полка (35-я стрелковая дивизия). В ноябре того же года направлен на учёбу на повторные курсы комсостава Сибирского военного округа в Новосибирске, после окончания которых в мае 1924 года вернулся в полк на прежнюю должность.
В ноябре 1924 года А. Г. Кудрявцев направлен на учёбу в Омскую пехотную школу, после окончания которой в сентябре 1927 года назначен на должность командира взвода в составе 171-го стрелкового полка (57-я стрелковая дивизия, Приволжский военный округ), дислоцированного в Челябинске, а с декабря 1929 года служил на должностях инструктора вневойсковой подготовки Челябинского районного военного комиссариата и командира роты в составе 169-го стрелкового полка, дислоцированного в Перми, с сентября 1932 года — там же на должности начальника начальника штаба батальона, а с января 1933 года — на должности помощника начальника штаба по разведке 244-го стрелкового полка (82-я стрелковая дивизия).
В марте 1933 года направлен на учёбу на разведывательные курсы при Разведывательном управлении РККА, после окончания которых в июне того же года назначен на должность начальника 2-й (разведывательной) части штаба 61-й стрелковой дивизии (Приволжский военный округ), в марте 1939 года — на должность командира 318-го стрелкового полка (73-я стрелковая дивизия, Сибирский военный округ), в сентябре того же года — на должность командира 386-го стрелкового полка в составе 178-й стрелковой дивизии, а в декабре 1940 года — на должность заместителя командира этой же дивизии.

### Великая Отечественная война
С началом войны полковник Кудрявцев назначен на должность командира 178-й стрелковой дивизии, которая в конце июня 1941 года начала передислокацию из Омских и Славгородских лагерей на Запад и в период с 15 июля с включением в состав 34-й армии начала занимать оборону на рубеже Звягино, Холмец на Днепре, с августа вела боевые действия по ликвидации плацдарма войск противника на восточном берегу реки Западная Двина, а с октября принимала участие в ходе Вяземской, Калининской оборонительной и наступательной операций.
С 1 января 1942 года в связи с ранением находился на лечении в госпитале. После выздоровления 30 апреля того же года назначен на должность командира той же 178-й стрелковой дивизии, которая вскоре принимала участие в боевых действиях в ходе Ржевско-Сычёвской наступательной операции. В августе того же года была включена в состав 39-й армии, после чего находилась в резерве, а в марте 1943 года приняла участие в Ржевско-Вяземской наступательной операции, в ходе которой освободила 265 населённых пунктов и 2 железнодорожные станции, а затем — в Смоленской наступательной операции, во время которой принимала участие в освобождении Смоленска.
14 октября 1943 года назначен на должность командира 357-й стрелковой дивизии, которая вела наступательные боевые действия по направлению на станцию Дретунь, с 24 октября — в районе Полоцка, а в декабре того же года — в Городокской наступательной операции. С июня 1944 года дивизия под командованием Кудрявцева участвовала в ходе Белорусской, Витебско-Оршанской, Полоцкой и Шяуляйской наступательных операций, а также в боях за крепость Бауска и Мемель, на территории Литвы и Латвии и против Курляндской группировки противника.

### Послевоенная карьера
После окончания войны находился на прежней должности.
В апреле 1948 года направлен на учёбу на Высшие академические курсы при Высшей военной академии имени К. Е. Ворошилова, после окончания которых в ноябре того же года назначен на должность военного комиссара Башкирской АССР.
Генерал-майор Александр Георгиевич Кудрявцев в сентябре 1950 года вышел в запас по болезни. Умер 13 июля 1978 года в Костроме.

## Награды
- Орден Ленина (06.11.1945);
- Пять орденов Красного Знамени (30.01.1943, 11.07.1944, 26.08.1944, 03.11.1944, 15.11.1950);
- Орден Кутузова 2 степени (09.04.1943);
- Орден Александра Невского (10.06.1945);
- Орден Отечественной войны 1 степени (24.09.1943);
- Медали.